# Ratschings
Ratschings [raˈtʃɪŋs] (italsky Racines [raˈtʃiːnes]) je obec v provincii Bolzano v severní Itálii. Nachází se 45 kilometrů od Bolzana, na hranici s Rakouskem.

## Geografie
K 30. listopadu 2010 mělo město 4 363 obyvatel.
Sousedí s následujícími obcemi: Brenner, Freienfeld, Moos in Passeier, St. Leonhard in Passeier, Sarntal, Sterzing, Neustift im Stubaital (Rakousko) a Sölden (Rakousko).
Skládá se z frazioni Außerratschings, Innerratschings, Gasteig (Casateia), Mareit (Mareta), Ridnaun (Ridanna), Telfes (Telves) a Jaufental (Valgiovo).

## Znak
Ve znaku se nachází stojící stříbrný vlk na azurovém poli. Znak byl přijat v roce 1969.

## Obyvatelstvo
Podle sčítání lidu z roku 2024 hovoří 96,65 % populace německy, 3,21 % italsky a 0,14 % ladinsky jako rodným jazykem.

## Památky

### Kostely
- Chiesa di Sant'Andrea Apostolo
- Chiesa di San Giuseppe
- Chiesa di San Pancrazio
- Chiesa di San Vito

### Hrady
- Castel Reifenegg
- Castel Wolfsthurn

### Ostatní
- Cascate di Stanghe, vodopády